# David Stakston
David Stakston (* 22. November 1999 in Raleigh als David Alexander Sjøholt) ist ein US-amerikanisch-norwegischer Schauspieler.

## Leben und Karriere
Stakston wurde in Raleigh geboren und wuchs in Florida und Oslo auf. Große Bekanntheit erlangte er durch seine Darstellung des Magnus Fossbaken in der norwegischen Fernsehserie Skam. Seit 2020 spielt er die Hauptrolle des Magne Seier in der Netflix-Serie Ragnarök. In seiner Zeit bei der Serie Skam trat er als David Alexander Sjøholt auf, später änderte er den Namen zu David Stakston.

## Filmografie
- 2015–2017: Skam
- 2020–2023: Ragnarök